# Cantiere navale del Muggiano

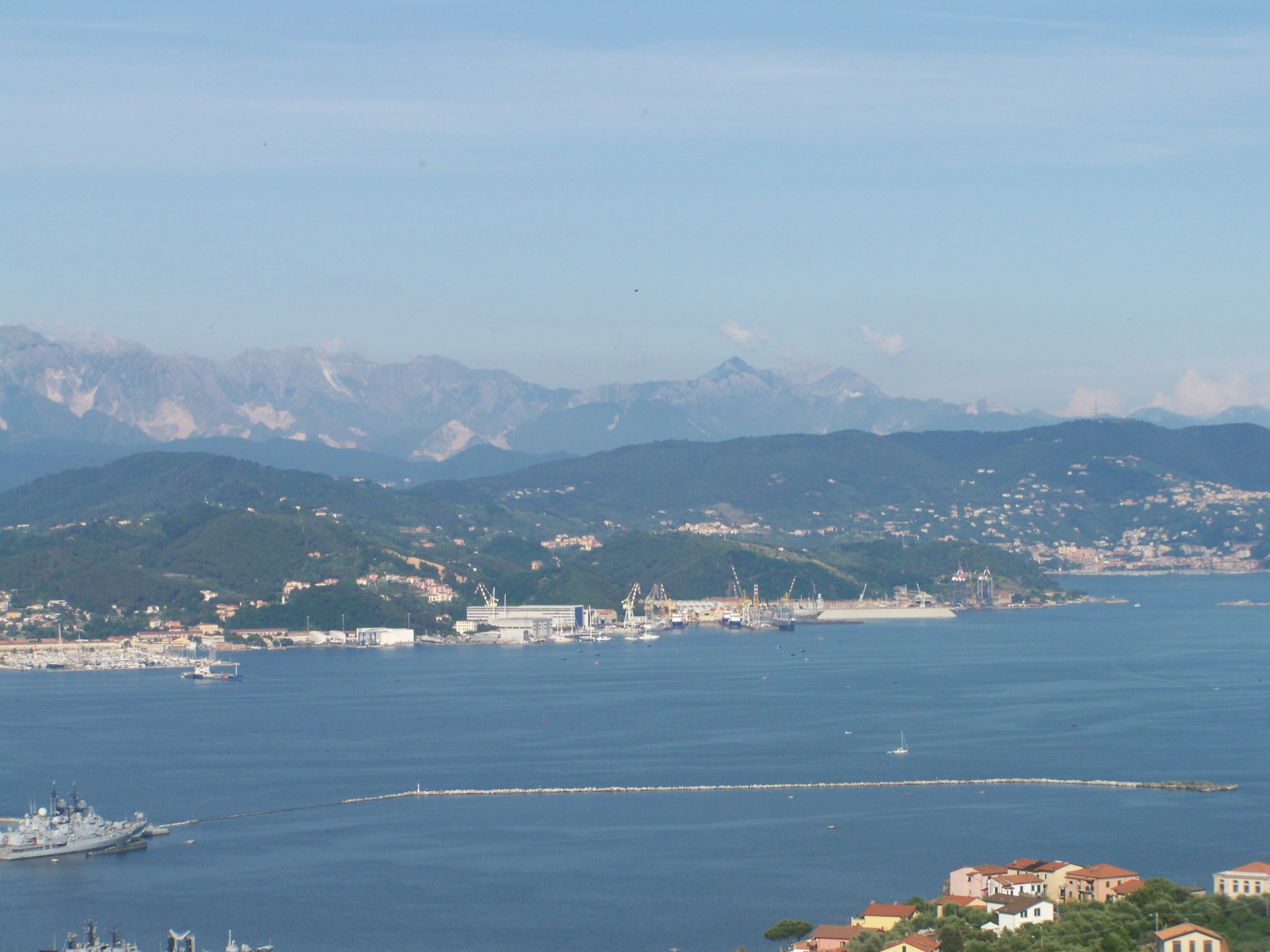
Vue du Muggiano avec les chantiers Fincantieri (2010)

Le Cantiere navale del Muggiano (chantier naval de Muggiano), situé à Muggiano, frazione « à cheval » entre les communes de Lerici et de La Spezia, est l'un des plus grands chantiers navals d'Italie. Il fonctionne en synergie avec le Cantiere navale di Riva Trigoso (chantier naval Riva Trigoso), situé à proximité, et réalise principalement la finition, l'équipement et les essais en mer des navires lancés à Riva, ainsi que la construction de sous-marins et de grands yachts.

## Histoire
Le chantier naval a été fondé à la demande de Camillo Cavour qui, après avoir confié à Domenico Chiodo l'étude pour la construction de l'arsenal naval de La Spezia, avait prévu l'opportunité de construire dans le golfe de La Spezia une installation de construction navale capable de répondre aux besoins de la Regia Marina (Marine royale italienne) et également de répondre aux commandes des marines étrangères, comme celle que la Marine française avait construite dans le golfe de Toulon.

### Le développement du chantier naval entre la fin des années 1800 et le début des années 1900
Les négociations pour la naissance de cette usine avaient été entamées avec l'industriel new-yorkais William Seward Webb, mais après la mort de ce dernier, le projet ne s'est pas concrétisé. Elle n'a été reprise qu'en 1883 par la société « George Hanfrey & Co » qui a créé à Muggiano un chantier naval pour la réparation des navires utilisés pour le transport des minéraux de la fonderie « Pertusola », qui a mis en place et lancé deux cargos à vapeur et deux remorqueurs, le premier navire à vapeur « Maratea » ayant été lancé en 1885. En 1887, le chantier naval est repris par la « Continental Lead & Iron Company Ltd » qui passe à la construction de voiliers en acier, puis, en 1897, par la « Hofer, Manaira & C. ». Cette société était la propriété du Suisse Rodolfo Hofer, qui était également l'un des membres du conseil d'administration de la société Navigazione Generale Italiana, une compagnie maritime créée en 1881 par la fusion de la société Flotte Riunite Florio de Palerme et de la société Rubattino de Gênes, qui gagnait du terrain à la fin du siècle. En 1898, un groupe de capitalistes piémontais entre au conseil d'administration de « Hofer, Manaira & C. », dont Luigi Capuccio, qui, profitant d'une loi de 1896 favorable aux nouveaux navires construits dans les chantiers navals italiens, avait commandé deux cargos à vapeur au chantier naval de Muggiano. Le sort du chantier naval ayant mal tourné, l'armateur, craignant que les sommes avancées pour la construction des navires ne soient compromises, entre directement dans la société et la direction du chantier naval de Muggiano, confirmant Giuseppe Manaira dans sa fonction de directeur et acquérant cinq autres navires à vapeur en cours de construction pour d'autres armateurs. Il devient ainsi l'armateur d'une flotte de navires forte et moderne avec laquelle il lance une ligne commerciale régulière entre Gênes et le Golfe du Mexique, notamment pour le transport du coton. L'intervention de nouveaux partenaires a permis d'augmenter la base financière de l'entreprise, ainsi que les moyens de production du chantier naval. Dans les eaux situées devant les quais, un bassin a été construit, flanqué d'ateliers équipés pour l'armement des navires mis à l'eau. L'usine a pris le nom de « Società anonima cantiere navale del Muggiano », dans laquelle Rodolfo Hofer a joué un rôle important. En 1899, à la suite d'un accord entre la « Società anonima cantiere navale del Muggiano » et le Cantiere navale di Ancona (chantier naval d'Ancône), la société « Officine e Cantieri Liguri-Anconetani » a été créée.
En 1900, les ouvriers du chantier naval de La Spezia étaient environ 1 500 et venaient principalement de l'arrière-pays de La Spezia. Au cours de cette période, le chantier naval a construit 33 navires, dont des cargos, des navires à passagers et des navires à vapeur mixtes, mais il a surtout servi à la construction de navires à vapeur utilisés pour importer des matériaux textiles d'Amérique du Nord pour les usines de coton du Piémont et a entremêlé son histoire et son développement avec celui d'un chantier naval voisin, avec laquelle elle a été définitivement unie en 1913, et avec celle de l'usine mécanique construite en 1905 dans le quartier de La Spezia à Melara, dans le but de produire du matériel à usage militaire, l'ancêtre de l'actuelle industrie OTO Melara. Le 21 janvier 1906 est créée la société Cantieri Navali Riuniti, premier grand regroupement du secteur de la construction navale en Italie, qui comprend les chantiers navals de Palerme, Muggiano et Ancône. Parmi les constructions notables de cette période, on peut citer la construction en 1903 de l'Italia, le plus grand voilier jamais construit dans les chantiers navals italiens, et des paquebots transatlantiques Duca degli Abruzzi et Duca di Genova, lancés en 1907 et 1908.

### Le chantier naval FIAT-San Giorgio

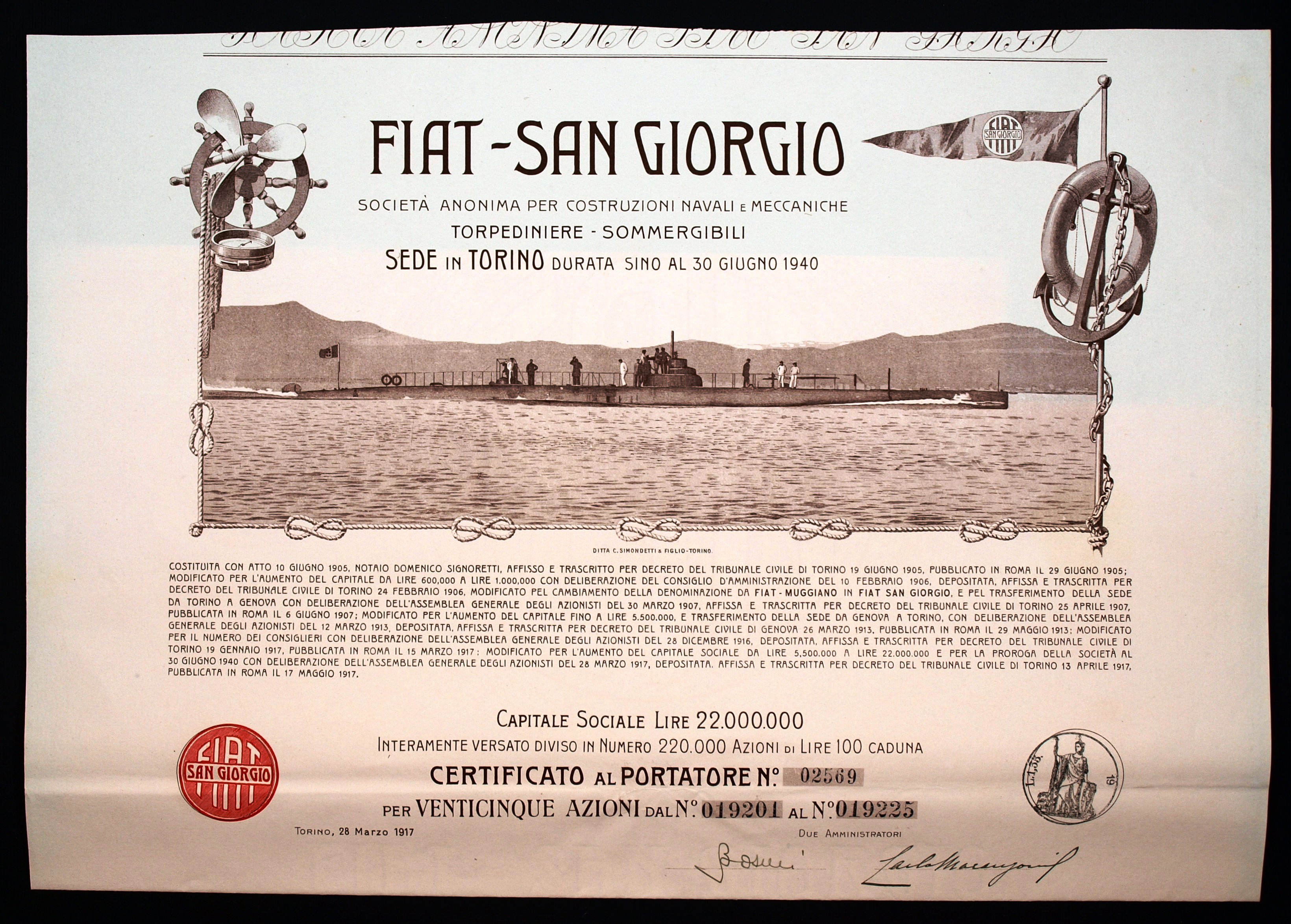
Action de la FIAT-San Giorgio, 28 mars 1917

En 1905, à côté du chantier naval existant, un autre chantier naval a été créé, appelé "FIAT Muggiano", dont l'activité de production était destinée à la construction de bateaux à moteur en collaboration avec les Officine Meccaniche FIAT de Turin. L'activité n'a pas donné les résultats économiques escomptés et en 1907, le chantier naval a été recapitalisé par la société San Giorgio di Sestri Ponente, appartenant à Attilio Odero, qui a pris le nouveau nom de "FIAT-San Giorgio". La nouvelle société a concentré son activité de production sur la construction de sous-marins, un navire qui émergeait stratégiquement dans toutes les marines de l'époque et pour la construction duquel des techniciens et des ouvriers qualifiés étaient engagés.
Le premier sous-marin construit à Muggiano fut le "Foca", lancé en 1907, suivi en 1908 par deux autres sous-marins, construits pour la Suède et le Danemark, conçus par le directeur de l'usine, l'ingénieur Cesare Laurenti. Ces sous-marins, équipés de moteurs à essence pour la navigation de surface, ont donné de brillants résultats. La société a rapidement acquis une réputation mondiale en construisant des sous-marins pour l'Italie, le Brésil, le Portugal, l'Angleterre, le Japon, la Russie, la Suède et les Pays-Bas.
En 1913, la construction de sous-marins a nécessité une augmentation des équipements et du personnel et la FIAT San Giorgio a acheté le chantier naval appartenant à la société "Cantieri Navali Riuniti" et a intégré sa capacité de production.

### La Première Guerre mondiale
À partir de 1915, pendant la Première Guerre mondiale, le chantier naval construit quinze sous-marins du type « Medusa » pour la Regia Marina, et réussit en même temps à exécuter des commandes de sept sous-marins pour des marines étrangères, s'occupant également de la construction de canons, de wagons de chemin de fer équipés pour être utilisés dans les ateliers et s'organisant également, en 1917, pour effectuer des réparations navales de toute taille, tant sur les coques que sur les systèmes de moteur des navires, usés par un service intense ou endommagés par la guerre.

### La période entre les deux guerres mondiales
En 1918, avec l'entrée de la famille Perrone, propriétaire d'Ansaldo, la raison sociale de la société est modifiée en « Ansaldo-S.Giorgio », Fiat vendant ses actions, dont les « Officine Meccaniche di Torino » à Ansaldo.

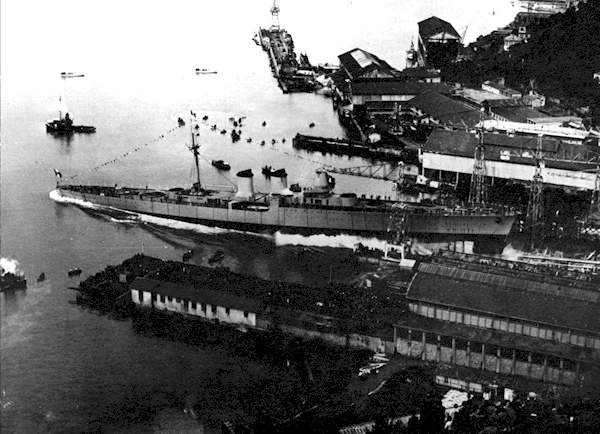
Lancement du croiseur Duca degli Abruzzi

Dans la période qui suit la Première Guerre mondiale, l'économie de La Spezia subit les conséquences de la grave récession qui a frappé l'Italie. En 1922, Vickers quitte la propriété de l'« Officine Meccaniche Vickers-Terni » de La Spezia, spécialisée dans la production de canons pour l'artillerie, qui reste donc aux mains de l'Acciaierie di Terni, et avec la famille Perrone, propriétaire d'Ansaldo, qui en 1921 laisse la direction de « Ansaldo San Giorgio » qui reste aux mains des Oderos, avec l'Officine Meccaniche di Torino qui en 1923 est rachetée par Fiat et va constituer la division Grandi Motori de la société turinoise. En 1927, la famille Odero a unifié les activités du chantier naval avec celles de l'« Officine Meccaniche di La Spezia» pour former l'« Odero-Terni ».
En 1929, après la fusion de la société « Odero-Terni » avec les chantiers navals Cantiere navale fratelli Orlando (chantier naval des frères Orlando) de Livourne, la société Odero-Terni-Orlando (OTO) a été créée, avec siège à Gênes, qui, outre les "Officine Meccaniche" et les chantiers navals d'Orlando et de Muggiano, comprenait également les chantiers navals Odero de Gênes, qui ont toutefois été démantelés au début des années trente à la suite de la restructuration urbaine de la ville de Gênes. La société a continué à fonctionner comme une société privée jusqu'en 1933, date à laquelle elle est entrée dans l'orbite de l'Institut de reconstruction industrielle (Istituto per la Ricostruzione Industriale ou IRI), passant sous le contrôle de l'État.
Dans la première période de l'après-guerre, plus de 50 sous-marins ont été construits et, en ce qui concerne les navires de surface, dans les années 1930, période pendant laquelle le chantier naval comptait 4 000 ouvriers et 400 employés, il y a eu de nombreuses réalisations, dont les croiseurs Zara, Diaz et Duca degli Abruzzi. Au cours de cette période, des navires civils ont également été construits, dont le navire à moteur Arborea, célèbre pour ses intérieurs conçus par l'architecte Melchiorre Bega de Bologne.

### La Seconde Guerre mondiale
Avec le déclenchement de la Seconde Guerre mondiale, le chantier naval a travaillé à un rythme rapide, surtout dans la construction et l'aménagement de sous-marins, mais aussi dans la construction de navires marchands et de véhicules spéciaux pour la Regia Marina tels que 10 navires à moteur et 6 radeaux à moteur. C'est la période pendant laquelle le chantier naval atteint le sommet de son emploi avec 4 122 travailleurs, au cours de laquelle de nombreux bateaux sont mis à l'eau, dont une partie seulement, en raison de la guerre, est achevée et livrée à la Regia Marina. Les bateaux non encore livrés ont été pour la plupart capturés par les Allemands après l'armistice du 8 septembre 1943 et démantelés pour récupérer les matériaux, ou mis à l'eau et coulés pour créer des obstacles dans les ports.

### L'évolution après la Seconde Guerre mondiale
En avril 1945, le chantier naval de Muggiano est à moitié détruit et sur les cales de halage se trouvent les coques incomplètes de trois navires commandés par la Marine royale italienne et celle du cargo à moteur « Borsi » qui avait été bombardé par un avion le 26 décembre 1944. C'est dans ces conditions que furent achevés le « Borsi », lancé en 1946, et trois autres navires à moteur, dont les noms étaient "Mauranger", "Garnes" et « Mica », qui furent lancés respectivement en 1947, 1948 et 1949.
Pendant la phase de reconstruction, l'activité principale du chantier naval était orientée vers la réparation, la transformation et le sauvetage des navires coulés, parmi lesquels il convient de mentionner le sauvetage du navire à moteur « Ravello». Avec la reconstruction, le chantier naval a été équipé selon les techniques les plus modernes, avec l'introduction massive de la soudure électrique et l'assemblage de sections préfabriquées.
En novembre 1949, le chantier naval, ainsi que les chantiers OTO de Livourne, ont été séparés du groupe « Odero Terni Orlando » et absorbés par la société « Ansaldo S.p.A. » de Gênes.
En octobre 1951, est lancé le navire à moteur « Europa » commandé par Lloyd Triestino et en 1955 commence la construction des unités « Capitani del lavoro", une série de navires pour le transport de cargaisons sèches en vrac qui portent des noms industriels.
Après la cession progressive de l'industrie navale par Ansaldo, le 28 décembre 1971, l'usine a été transférée à la société « Cantiere Navale del Muggiano S.p.A. » dont le siège est à Muggiano di La Spezia. Entre 1970 et 1975, des travaux ont été réalisés pour transformer et moderniser le complexe industriel. Parmi les réalisations de l'époque, on peut citer le pétrolier "Satuket", lancé en 1971, et le porte-conteneurs « Lloydiana » de Lloyd Triestino (identification internationale ICNB) qui a quitté le chantier naval au début de 1973.
Le « Lloydiana » a été le premier porte-conteneurs italien équipé d'un ordinateur pour le contrôle de la cargaison réfrigérée, des paramètres de contrôle de l'appareil de propulsion, du suivi des routes assisté par le calcul du point du navire avec l'utilisation des satellites Navisat, du pilote automatique contrôlé par un ordinateur. Le « Lloydiana » était engagé sur les routes AECS (Australia-Eupope-Container-Service) entre l'Europe et l'Australie.

### Le retour à l'armée
En 1975, le chantier naval a repris la construction pour la Marina Militare (marine militaire italienne) et diverses marines étrangères. Parmi les réalisations figurent les corvettes Wadi M'Ragh pour la Libye et Esmeraldas pour l'Équateur, le navire de ravitaillement d'équipages Vesuvio et les hydroptères de la classe Sparviero, construits entièrement en alliage léger, qui ont représenté un jalon dans l'histoire du chantier naval du point de vue de l'innovation technologique et qui apporteront dans les années suivantes un savoir-faire considérable tant dans le traitement des navires traditionnels que dans le développement de navires de haute technologie.
En 1981, le chantier naval est passé aux mains de Cantieri Navali Riuniti de Gênes et en 1984, il a été absorbé par Fincantieri, intégrant ses activités au Cantiere navale di Riva Trigoso (chantier naval Riva Trigoso). La phase finale des essais d'armement et de pré-livraison est réalisée au chantier naval de Muggiano, non seulement sur les navires construits au chantier mais aussi sur ceux construits et mis à l'eau à Riva Trigoso.

## Principales réalisations
- 1908 - Foca - sous-marin - Regia Marina
- 1914 - Argonauta - sous-marin - Regia Marina
- 1919 - Sebastiano Veniero  - sous-marin - Regia Marina
- 1924 - Leonardo Da Vinci - bateau à vapeur
- 1928 - San Giusto (navire secours) - Regia Marina
- 1930 - Zara - croiseur - Regia Marina
- 1932 - Armando Diaz - croiseur - Regia Marina
- 1936 - Luigi di Savoia Duca degli Abruzzi - croiseur - Regia Marina
- 2003 - Salvatore Todaro (S 526) - sous-marin - Marina Militare
- 2004 - Scirè (S 527) - sous-marin - Marina Militare

## Source de la traduction
- (it) Cet article est partiellement ou en totalité issu de l’article de Wikipédia en italien intitulé « Cantiere navale del Muggiano » (voir la liste des auteurs).